# Led Zeppelin European Tour 1973
Led Zeppelin European Tour 1973 е едномесечно турне на Английската рок група Лед Зепелин в Европа с начало 2 март 1973 г.

## История
Турнето е четири седмици след обиколката в Обединеното кралство. Запомня се с проявеното насилие от фенове във Франция, в резултат на което шоутата в Лил и Марсилия са отменени
Някои критици определят този европейски гастрол като технически връх в изпъненията им на живо. Песни от все още неиздадения албум Houses of the Holy намират място в сетлиста. Това са Over the Hills and Far Away, Dancing Days, The Song Remains the Same, The Rain Song и The Ocean.

## Сетлист
- Rock and Roll
- Over the Hills and Far Away
- Black Dog
- Misty Mountain Hop
- Since I've Been Loving You
- Dancing Days
- Bron-Yr-Aur Stomp
- The Song Remains the Same
- The Rain Song
- Dazed and Confused
- Stairway to Heaven
- Whole Lotta Love

Бисове (варират):
- Heartbreaker
- The Ocean
- What Is and What Should Never Be

## Турнета
| Дата            | Град       | Държава     | Място                 |
| --------------- | ---------- | ----------- | --------------------- |
| 2 март 1973 г.  | Копенхаген | Дания       | K.B. Hallen           |
| 4 март 1973 г.  | Гьотеборг  | Швеция      | Scandinavium          |
| 6 март 1973 г.  | Стокхолм   | Швеция      | Kungliga tennishallen |
| 10 март 1973 г. | Осло       | Норвегия    | Ekeberghallen         |
| 11 март 1973 г. | Ротердам   | Нидерландия | Rotterdam Ahoy        |
| 12 март 1973 г. | Брюксел    | Белгия      | Vorst Nationaal       |
| 13 март 1973 г. | Франкфурт  | Германия    | Festhalle             |
| 14 март 1973 г. | Нюрнберг   | Германия    | Wiener Messehalle     |
| 16 март 1973 г. | Виена      | Австрия     | Wiener Stadthalle     |
| 17 март 1973 г. | Мюнхен     | Германия    | Olympiahalle          |
| 19 март 1973 г. | Берлин     | Германия    | Deutschlandhalle      |
| 21 март 1973 г. | Хамбург    | Германия    | Musikhalle            |
| 22 март 1973 г. | Есен       | Германия    | Grugahalle            |
| 23 март 1973 г. | Кьолн      | Германия    | Cologne Sporthalle    |
| 24 март 1973 г. | Офенбург   | Германия    | Ortenauhalle          |
| 26 март 1973 г. | Лион       | Франция     | Palais Des Sports     |
| 27 март 1973 г. | Нанси      | Франция     | Parc Des Expositions  |
| 29 март 1973 г. | Марсилия   | Франция     | отменен               |
| 31 март 1973 г. | Лил        | Франция     | отменен               |
| 1 април 1973 г. | Сен Уен    | Франция     | Palais des Sports     |
| 2 април 1973 г. | Сен Уен    | Франция     | Palais des Sports     |